# Isoenzym
Als Isoenzyme, auch Isozyme, bezeichnet man verschiedene Formen von Enzymen, wenn sie die gleiche chemische Reaktion katalysieren. Die einzelnen Formen gleichen sich in der Spezifität für das umgesetzte Substrat, unterscheiden sich jedoch in ihrem Aufbau, bei Proteinen in der Aminosäurensequenz.
Isoenzyme sind funktionell einander entsprechende Enzyme, die bei verschiedenen Individuen, in verschiedenen Organen eines Individuums, in verschiedenen Organellen einer Zelle oder auch im gleichen Zellkompartiment ähnliche oder gleiche Aufgaben erfüllen. Ihre oft geringen strukturellen Unterschiede sind genetisch determiniert und liegen in der Primärstruktur, bei oligomeren Isoenzymen in der Zusammensetzung ihrer Untereinheiten.
Häufig unterscheiden sich Isoenzyme in ihren isoelektrischen Punkten und lassen sich elektrophoretisch trennen. Mit den Methoden der Enzymkinetik werden ihre katalytischen Eigenschaften näher untersucht sowie nach pH-Optimum und Temperatur-Optimum charakterisiert. Denn verschiedene Enzyme für dieselbe Reaktion können unterschiedliche kinetische Parameter (Affinität, Wechselzahl) aufweisen unter gleichen Bedingungen, und ihre optimale Aktivität jeweils unter verschiedenen zellulären Bedingungen entfalten. Darüber hinaus können Isoenzyme unterschiedlich auf regulatorische Signale (Inhibitoren, Aktivatoren) ansprechen. In einem Organismus zeigen sich daher meist auch je nach seiner Entwicklungsphase unterschiedliche Verteilungsmuster von Isoenzymen.
Das Vorkommen von Isoenzymen weist somit hin auf
- eine feinere Steuerung von Stoffwechselreaktionen,
- unterschiedliche Stoffwechselmuster in verschiedenen Organen,
- unterschiedliche Lokalisation und Rolle eines Enzyms im Stoffwechsel innerhalb eines Zelltyps.

## Beispiele
Nicht selten existieren in der Population einer Art mehrere Varianten eines Gens, das für ein bestimmtes Enzym codiert. Liegen am gleichen Genort bei verschiedenen Individuen unterschiedliche Allele vor, sind deren Genprodukte verschieden; derartige Isoenzyme werden auch Allelozyme genannt. Beim Menschen sind beispielsweise für das Enzym
- Glucose-6-phosphat-Dehydrogenase (G6PD) über sechzig natürliche Varianten bekannt, die auf genetische Variation am gleichen Genlocus (auf Chromosom X) zurückzuführen sind, bei denen infolge eines einzelnen Nukleotidaustausches in der codierenden Basensequenz der DNA ein Protein gebildet wird, dessen Abfolge von über fünfhundert Aminosäuren in nur einer Position der Aminosäurensequenz verändert ist.[1] Verglichen mit der am häufigsten vorkommenden Form (Variante B) zeigen die meisten dieser Enzymvarianten allerdings eine mehr oder weniger eingeschränkte katalytische Aktivität, sodass es an voll funktionsfähigem G6PD mangelt (Glucose-6-phosphat-Dehydrogenase-Mangel), was sich unter Umständen als Krankheitsbild ausprägen kann (Favismus). Diese (X-chromosomal-rezessiv erbliche) Veranlagung gilt als weltweit häufigste Enzymopathie.

Davon zu unterscheiden sind verschiedene Formen eines Enzyms, die bei einem Individuum aus demselben DNA-Abschnitt eines bestimmten Genlocus gebildet werden können, indem bei der Transkription unterschiedliche Bereiche in mRNA umgeschrieben werden bzw. durch alternatives Spleißen von Exons wegfallen.
So sind für G6PD beispielsweise mehrere Isoformen mit verschieden langen alternativen Sequenzen bekannt, bei denen unterschiedliche Exons exprimiert sind (Isoform kurz [515 AS], Isoform 3 [545 AS], Isoform lang [561 AS]). Diese Protein-Isoformen gleicher Genvariante stellen Isoenzyme im selben Individuum dar und treten gewebespezifisch auf, wobei hier die lange Isoform in Lymphoblasten, Granulozyten und Spermien zu finden ist.
Darüber hinaus können Isoenzyme vorkommen, wenn sich ein Enzym in seiner Quartärstruktur aus verschiedenen Protein-Untereinheiten zusammensetzt, beispielsweise ein heterodimeres oder -tetrameres ist. Dies kommt häufig vor, wenn durch frühere Genduplikation Gene an zwei oder mehr Genloci entstanden sind, die nach Mutationen nun für geringfügig unterschiedliche Proteine kodieren, welche zu einem Komplex assoziieren können.
- Lactatdehydrogenasen (LDH) treten als Tetramer auf, dessen vier Untereinheiten einander gleich sein können (homotetramer) oder nicht (heterotetramer). Das Verteilungsmuster dieser oligomeren Isoenzyme ist in den Geweben des menschlichen Organismus unterschiedlich. Im Herzmuskel findet sich vorwiegend eine aus gleichen Untereinheiten des Typs H aufgebaute LDH (LDH-1: H4), im Skelettmuskel vornehmlich eine aus Typ M (LDH-5: M4), ebenso in der Leber. Neben heterotetramerer LDH aus solchen Untereinheiten (LDH-2: H3M1; LDH-3: H2M2; LDH-4: H1M3) ist inzwischen auch LDH mit anderen Typen von Untereinheiten bekannt.
- Creatin-Kinasen (CK) bestehen als Dimer aus zwei Untereinheiten. CK-MM kommen spezifisch im Skelettmuskel vor, CK-BB im Gehirn und CK-MB im Herzmuskel. Ein erhöhter Spiegel des Isoenzyms -MB im Blut deutet auf einen Herzinfarkt hin.

In eukaryoten Zellen können auch Isoenzyme vorliegen als genetisch voneinander unabhängige Produkte von Genen, die nicht dem gleichen Genom angehören. Denn neben dem nukleären im Zellkern kann in einigen Organellen ein zusätzliches Genom vorliegen, in einem Mitochondrium ein Chondriom, in Plastiden ein Plastom.
Für Creatinkinase beispielsweise findet man auch das Isoenzym CK-MiMi aus Mitochondrien.
- Auch Malat-Dehydrogenase (MDH) im Cytosol unterscheidet sich von der in einem Mitochondrium, einem Glyoxisom oder einem Chloroplast; diese stellen somit ebenfalls Isoenzyme dar.

In weitem Sinn werden abhängig von der für einen Vergleich in Betracht gezogenen Gesamtheit auch die verschiedenen Formen von funktionell ähnlichen Enzymen in Organismen verschiedener Arten bzw. Reiche als Isoenzyme bezeichnet,
- beispielsweise die Glucokinasen von Wirbeltieren, oder die Hexokinasen von Lebewesen.